# Lasjön, Halland
Lasjön är en sjö i Halmstads kommun i Halland och ingår i Genevadsåns huvudavrinningsområde. Sjöns area är 0,032 kvadratkilometer och den är belägen 160 meter över havet.